# マルサーラ
マルサーラ（イタリア語: Marsala、シチリア語: Maissala、ラテン語: Lilybaeum、アラビア語: مرسى علي）は、イタリア共和国シチリア州トラーパニ県にある都市で、その周辺地域を含む人口約8万人の基礎自治体（コムーネ）。「マルサラ」とも表記される。
シチリア島の西海岸に位置する港湾都市で、県内最多の人口を有する都市・コムーネである。この町の名を有名にしているのが、酒精強化ワインのマルサラ・ワインである。フェニキア人が2500年以上前にもたらした塩田でも知られる。

## 名称
日本語文献では「マルサラ」と表記されることもある。

また、同地は古代にはラテン語: Lilybaeumの名で知られており、日本語文献ではリリュバエウム、リルバイウム(Lilybaeum  (ラテン語))、リリュバイオン( Lilýbaion /  Λιλύβαιον  (ギリシャ語))などの名で言及される。

## 地理

### 位置・広がり

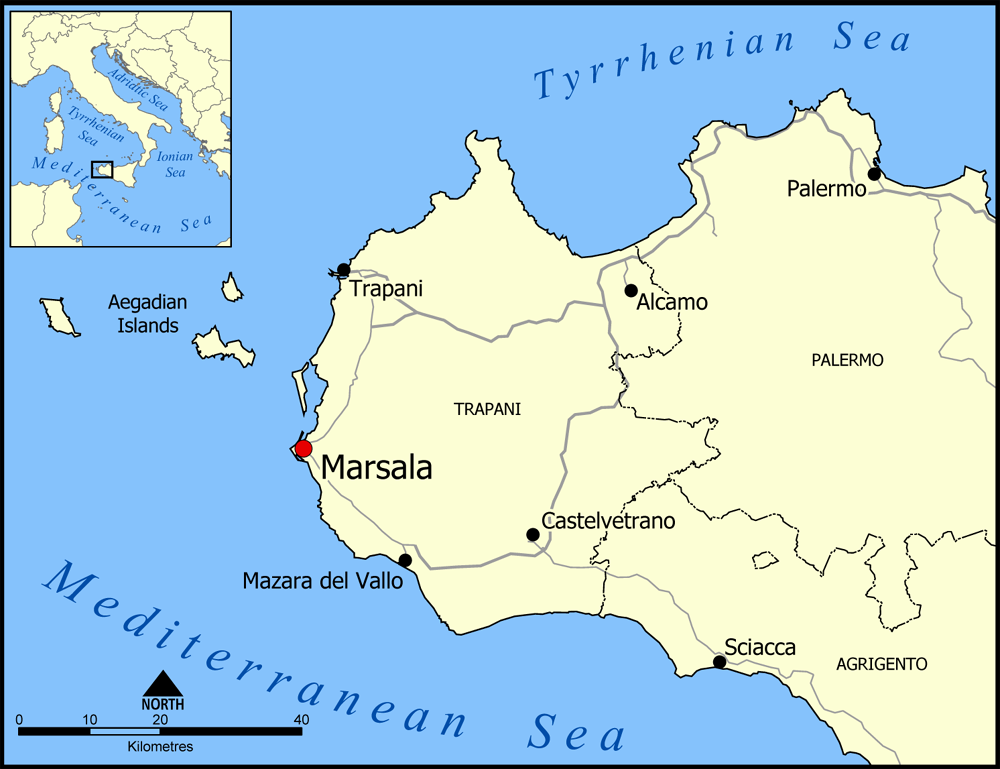
マルサーラとトラーパニ県の主要都市

トラーパニ県中部のコムーネ。

#### 隣接コムーネ
隣接するコムーネは以下の通り。
- マツァーラ・デル・ヴァッロ
- ペトロジーノ
- サレーミ
- トラーパニ

## 歴史

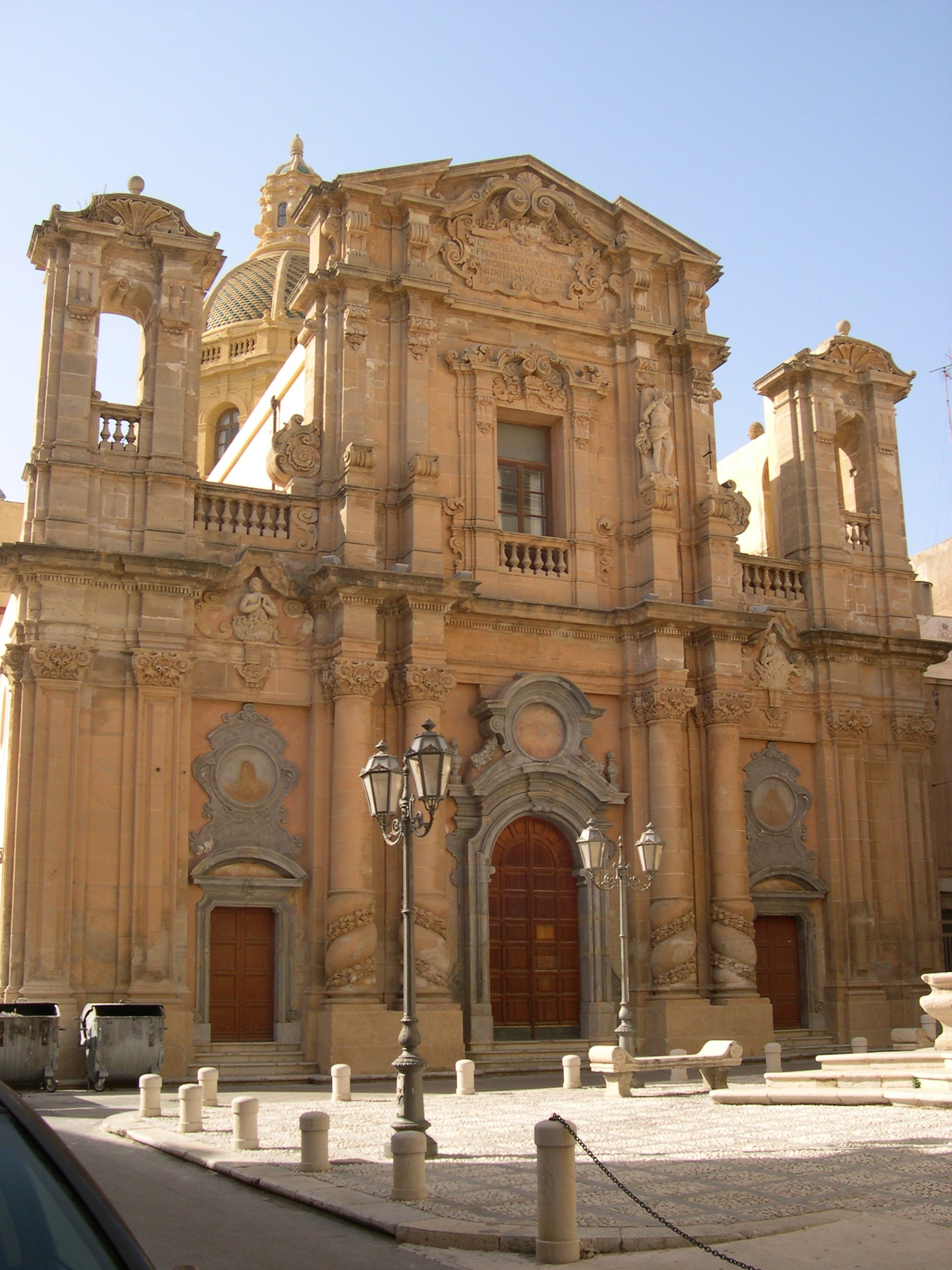
大聖堂（ドゥオーモ）

マルサーラは、かつてカルタゴ人がシチリアに築いた第一の要塞リルバイウム（Lilybaeum）のあった場所を占めている。この要塞はフェニキア人都市モティアが打ち捨てられた後の紀元前396年に、カルタゴ人航海者ヒミルコ（en:Himilco）によって建設された。
ピュロス（紀元前276年のリリュバイオン包囲戦）もローマ人も攻城戦でリルバエウムを零落させることができなかったが、ローマ人は第一次ポエニ戦争の終盤である紀元前241年に和平をもって降伏させた。後に続けて起きた戦争では対カルタゴのローマ軍遠征のための出発地となり、ローマ支配下で繁栄を謳歌したとされている。皇帝アウグストゥスより地方自治権を獲得し、ペルティナクス帝、セプティミウス・セウェルス帝の元で植民都市となった。
シチリアがアラブ人の支配を受けた時代に、現在の名前マルサーラが与えられた。これはアラビア語のマルサ・アラー（"Marsa Allah"、アラーの港）またはマルサ・アリー（"Marsa Ali"、アリーの港。アリーとは大きな、偉大な、という意味と同意語であり、古代のリリバエウム港は巨大であった）から生じている。古代の港は現在の市の北西にあったが、海賊が港を占拠するのを避けようと神聖ローマ皇帝カール5世が命じて破壊された。
1860年5月11日、ジェノヴァを出発したジュゼッペ・ガリバルディ率いる「千人隊」が上陸した。上陸後まもなくパレルモの解放を成功させると、イタリア本土にわたってブルボン家支配を終わらせた。

## 行政

### 行政区画
マルサーラには以下の分離集落（フラツィオーネ）がある。
- Addolorata, Amabilina, Ciavolotto, Strasatti, Terrenove, Birgi, Paolini-Matarocco, Ranna, Tabaccaro, Bosco, Bufalata.

## 交通
マルサラ港からはパンテッレリーア島に船で約4時間で行ける。